# Nasa chenopodiifolia
Nasa chenopodiifolia là một loài thực vật có hoa trong họ Loasaceae. Loài này được (Desr.) Weigend mô tả khoa học đầu tiên năm 1998.